# Матьє Дюма
Матьє Дюма (*Mathieu Dumas, 23 листопада 1753 —†16 жовтня 1837) — французький генерал часів Першої імперії, пер Франції, граф.

## Життєпис

### Молоді роки
Народився 1753 року у м.Монпельє. Походив з аристократичної родини. У 1770 році поступив на військову службу, був ад'ютантом при графі Пюїсегюрі. У 1773 році отримує звання молодшого лейтенанта Медокського полку, згодом стає капітаном і помічником-ад'ютантом Жана-Батиста Рошамбо, який командував французькими військами під час Американської революції. У 1783 році повертається до Франції майором. У 1784 році з військовою місією побував на о. Крита та Кікладських островах. У 1785 році відвідав Левант.
У 1786 році Дюма повертається до Франції. Вже у 1787 році узяв участь у захисті Амстердаму у війні проти Прусії. У 1789 році стає помічником-ад'ютантом маршала де Бройля. Того ж року у званні полковника переходить під командування маркіза Лафайєта.

### Французька революція
Із заснуванням Національної гвардії у 1791 році стає одним з її командирів. В подальшому супроводжував короля Людовика XVI під час його спроби втекти з Франції. У 1791 році обирається членом законодавчих зборів.
30 червня 1791 року його підвищують до звання бригадного генерала, Дюма отримує у своє підпорядкування 3-ю дивізію, що розміщувалася у Меці. У 1792 році обирається президентом Законодавчих зборів. Після повалення монархії у 1792 році Дюма втік до Великої Британії. На деякий у 1793 році повернувся до Парижа, але знову вимушений був тікати — до Швейцарії.
Повернувся до Франції Дюма лише 1795 році. Того ж року обирається до Ради п'ятисот. разом з тим проводить монархічну пропаганду, готує державний заколот. Проте у 1797 році знову вимушений тікати. Тепер він емігрував до Гамбургу.

### На службі Бонапарту
Матьє Дюма повертається до дому після 18 брюмера 1799 року. Формує резервну армію у Діжоні. В подальшому бере участь у військовій кампанії 1800–1801 років, відзначившись у битві при Маренго. Згодом очолює штаб корпусу генерала Макдональда. У 1801 році був послом до Неаполітанського королівства. Втім, повернувся того ж року й отримав посаду державного радника. Саме Дюма запропонував Бонапарту ідею Ордена Почесного легіону. І сам став одним з перших його кавалерів.
У 1805 році відзначився у битві під Аустерліцем. Того ж року стає дивізійним генералом. У 1806 році призначається військовим міністром неаполітанського короля Жозефа Бонапарта. У 1806–1808 роках бере участь у військовій кампанії в Іспанії. У 1809 році — учасник війни з Австрією. Після Битви біля Ваграма вів перемовини з австрійським урядом щодо укладання Цнаймського миру. У 1810 році Наполеон I надає Дюма титул графа імперії та великого офіцера Ордену Почесного легіону.
Під час військової кампанії 1812 року проти Росії був генерал-інтендантом Великої армії. Під час цієї війни тяжко захворів, після чого здав командування й повернувся додому. У кампанії 1813 року потрапив у полон після битви при Лецпцизі. Повернувся Дюма до Франції вже після зречення Наполеона Бонапарта.
Після першої реставрації Бурбонів був державним радником короля та генерал-директором фінансів королівської армії. Під час Ста днів Наполеона Бонапарта Дюма спочатку відмовився приєднуватися до нього, проте Жозеф Бонапарт переконав Дюма прийти до імператора. Останній довірив Дюма формування Національної гвардії. Після другого падіння Бонапарта був відправлений у відставку, а у 1818 році повернутий до армії та стає членом Державної ради. Втім вже у 1822 році виключений з неї. У 1828 році обирається членом Палати депутатів.

### Останні роки
Матьє Дюма підтримав Липневу революцію 1830 року. За це король Луї-Філіп I надає Дюма звання пера Франції, він також повертається до Державної ради. У 1832 році йде у відставку. Помер 16 жовтня 1837 року.

## Родина
Дружина з роду Деларю.
Діти:
- Сюзанна-Корнелія-Аделаїда (1786–1856)
- Кристіан-Леон (1789–1873) граф, полковник генерального штабу

## Праці
- «Про військові події у 1799–1807 роках» у 19 томах
- Переклад «Іспанської історії» Джона Бігланда
- Переклад «Історії війни на Півострові» Вільяма Нап'єра
- «Спогади генерал-лейтенанта графа Матьє Дюма» у 3 томах